# 鼓山区公所駅
鼓山区公所駅（こざんくこうしょえき）は台湾高雄市鼓山区興宗里にある高雄捷運環状軽軌の駅。駅番号はC17。興隆路南側、河川街103巷西端に位置する。

## 歴史
- 2017年2月9日 - 起工[1]。
- 2018年8月22日 - 駅名決定[2][注 1]。
- 2021年
  - 1月12日 - 開業[5]。
  - 12月16日 - 美術館方面に延伸、中間駅となる[6]。

## 駅構造
相対式ホーム2面2線の地上駅。西側は線路際まで民家が迫っているためホーム（南行き・外回り）の用地買収予算が市で計上されず、東側（北行き・内回り）のみ工事が進んでおり、年初の延伸開業時は間に合わず片側のみ共用となることが問題視された。運行が15分毎のままであれば当駅での折り返し運転に支障がないことから暫定的に構内単線（1面2線）のまま開業したが、その後2021年3月、ホーム設置の障害となっていた民家への補償に目途がつき、年末の延伸時には新ホームも供用された。
| 地上                                       |                                                       |
| 相対式ホーム、右側のドアが開く。自動券売機 |                                                       |
| 外回り・上りホーム                         | ←■環状軽軌 哈瑪星・籬仔内・凱旋公園方面（文武聖殿駅） |
| 内回り・下りホーム                         | →■環状軽軌 台鉄美術館方面（鼓山駅）→                  |
| 相対式ホーム、右側のドアが開く。自動券売機 |                                                       |

## 駅周辺
- 高雄天軍殿（中国語版）
- 鼓山地獄殿（中国語版）
- 鼓山区公所
- 中華郵政高雄鼓岩郵局
- 鼓山慈仁宮（中国語版）
- 高雄大義宮（中国語版）
- 愛河
- 寿山二二八和平公園
- YouBike（高雄市公共自転車（中国語版）緑川河川街口站

## 隣の駅
高雄捷運
■環状軽軌
文武聖殿駅 C16 - 鼓山區公所駅 C17 - 鼓山駅 C18

### 註釈
1. ↑  計画時の仮称は興隆路で[3]、投票時の候補は興隆、興隆路、鼓山区公所だった[4]。